# Johan Siöwall
Johan Siöwall, född 18 juni 1678, död 19 februari 1730 i Tygelsjö församling, var en svensk präst.

## Biografi
Johan Siöwall föddes 18 juni 1678. Han studerade under två vid Lunds universitet och var då bosatt på landet. Den 23 september 1710 prästvigdes han till pastor i Knästorps församling. Han blev 5 maj 1722 kyrkoherde i Tygelsjö församling, Tygelsjö pastorat och tillträdde 1723. Siöwall kom senare att utnämnas till prost. Han drunknade 19 februari 1730 i en dam på prästgården i Tygelsjö församling.

### Familj
Siöwall gifte sig första gången med Benedikta Solberg (död 1718). Hon hade tidigare varit gift med prästen Jöns Rhydii i Knästorp. Solberg och Siöwall fick tillsammans tre döttrar, varav en med namnet Elisabeth.
Siöwall gifte sig andra gången 29 juni 1720 med Anna Aquilonia. Hon var dotter till prosten Olof Bertelsson i Löderups. Hon hade tidigare vari gift med prosten Turo Liebman i Kristianstad.